# Myrmekioderma gyroderma
Myrmekioderma gyroderma är en svampdjursart som först beskrevs av Pedro M. Alcolado 1984.  Myrmekioderma gyroderma ingår i släktet Myrmekioderma och familjen Heteroxyidae.
Artens utbredningsområde är Kuba. Inga underarter finns listade i Catalogue of Life.